# Nueva Zelanda en los Juegos Paralímpicos de Sochi 2014
Nueva Zelanda estuvo representada en los Juegos Paralímpicos de Sochi 2014 por tres deportistas masculinos.

## Medallistas
El equipo paralímpico neozelandés obtuvo las siguientes medallas:
| Nombre       | Deporte      | Evento                            |
| ------------ | ------------ | --------------------------------- |
| Oro          |              |                                   |
| —            |              |                                   |
| Plata        |              |                                   |
| Corey Peters | Esquí alpino | Eslalon gigante sentado masculino |
| Bronce       |              |                                   |
| —            |              |                                   |